# NGC 1076
NGC 1076 é uma galáxia espiral (S0-a) localizada na direcção da constelação de Cetus. Possui uma declinação de -14° 45' 18" e uma ascensão recta de 2 horas, 43 minutos e 29,1 segundos.
A galáxia NGC 1076 foi descoberta em 29 de Dezembro de 1885 por Lewis A. Swift.